# Erik Rush
Erik Rush (Meridian, 21 giugno 1988) è un cestista statunitense con cittadinanza svedese, membro della nazionale svedese, che gioca nel ruolo di ala.

## Carriera
Nato negli Stati Uniti da padre americano di Filadelfia e da madre svedese di Långviksvallen, nei pressi di Umeå, Rush è un prodotto NCAA dove ha giocato dal 2006 al 2011 con la maglia dei Montana State Bobcats chiudendo l'ultima stagione con 15,1 punti 4,1 rimbalzi e 2,8 assist di media a partita.
Dopo la NCAA, nel 2011, a causa della serrata della NBA decide di andare a giocare a Cipro.
Con la maglia dell'Apollon Limassol conferma le buone medie dei tempi del college chiudendo con 14,1 punti 4 rimbalzi e 2,5 assist di media a partita.
Il 23 luglio 2012 si trasferisce in Italia per firmare un contratto biennale con la Pallacanestro Varese.
Il 25 agosto è stato ingaggiato dalla Viola Reggio Calabria, nel campionato di Serie A2 2014-2015.

## Statistiche
| Stagione        | Squadra              | Competizione | Partite | Partite | Partite | Statistiche tiro | Statistiche tiro | Statistiche tiro | Altre statistiche | Altre statistiche | Altre statistiche | Altre statistiche | Altre statistiche |
| Stagione        | Squadra              | Competizione | Pres.   | Titol.  | Minuti  | Tiri da 2        | Tiri da 3        | Liberi           | Rimb.             | Assist            | Rubate            | Stopp.            | Punti             |
| --------------- | -------------------- | ------------ | ------- | ------- | ------- | ---------------- | ---------------- | ---------------- | ----------------- | ----------------- | ----------------- | ----------------- | ----------------- |
| 2011-2012       | Apollon Limassol     | Division 1   | 14      | 11      | 352     | 35/64            | 14/54            | 19/40            | 48                | 25                | 13                | 1                 | 131               |
| 2012-2013       | Pall. Varese         | Serie A      | 28      | 2       | 377     | 19/48            | 19/50            | 19/27            | 55                | 11                | 20                | 4                 | 114               |
| 2013-2014       | Pall. Varese         | Serie A      | 30      | 1       | 342     | 26/61            | 10/39            | 7/8              | 55                | 13                | 20                | 5                 | 89                |
| 2014-2015       | V. Reggio Calabria   | Serie A2     | 27      |         | 878     | 124/241          | 41/115           | 77/109           | 188               | 57                | 38                | 10                | 448               |
| 2015-2016       | Kleb Ferrara         | Serie A2     | 30      |         | 1021    | 186/309          | 24/80            | 72/125           | 209               | 90                | 50                | 15                | 516               |
| 2016-dic.       | J.L. Bourg-en-Bresse | Pro B        | 9       | 9       | 156     | 23/37            | 2/15             | 3/8              | 26                | 18                | 4                 | 1                 | 55                |
| dic.-2017       | Basket Recanati      | Serie A2     | 12      |         | 403     | 66/137           | 9/34             | 40/71            | 112               | 57                | 14                | 9                 | 199               |
| 2017-2018       | Kleb Ferrara         | Serie A2     | 26      |         | 717     | 112/214          | 16/70            | 52/93            | 138               | 50                | 31                | 11                | 324               |
| 2018-2019       | Basket Brindisi      | Serie A      | 28      | 0       | 485     | 41/86            | 30/83            | 7/21             | 88                | 34                | 12                | 12                | 179               |
| 2019-2020       | Pall. Forlì          | Serie A2     | 24      |         | 716     | 73/130           | 45/128           | 28/58            | 136               | 42                | 26                | 8                 | 309               |
| Totale carriera |                      |              |         |         |         |                  |                  |                  |                   |                   |                   |                   |                   |

### Cronologia presenze e punti in Nazionale
| Cronologia completa delle presenze e dei punti in Nazionale - Svezia | Cronologia completa delle presenze e dei punti in Nazionale - Svezia | Cronologia completa delle presenze e dei punti in Nazionale - Svezia | Cronologia completa delle presenze e dei punti in Nazionale - Svezia | Cronologia completa delle presenze e dei punti in Nazionale - Svezia | Cronologia completa delle presenze e dei punti in Nazionale - Svezia | Cronologia completa delle presenze e dei punti in Nazionale - Svezia | Cronologia completa delle presenze e dei punti in Nazionale - Svezia |
| Data                                                                 | Città                                                                | In casa                                                              | Risultato                                                            | Ospiti                                                               | Competizione                                                         | Punti                                                                | Note                                                                 |
| -------------------------------------------------------------------- | -------------------------------------------------------------------- | -------------------------------------------------------------------- | -------------------------------------------------------------------- | -------------------------------------------------------------------- | -------------------------------------------------------------------- | -------------------------------------------------------------------- | -------------------------------------------------------------------- |
| 8/08/2011                                                            | Minsk                                                                | Bielorussia                                                          | 66 - 75                                                              | Svezia                                                               | EuroBasket 2011 - Division B                                         | 10                                                                   |                                                                      |
| 11/08/2011                                                           | Minsk                                                                | Svezia                                                               | 54 - 70                                                              | Romania                                                              | EuroBasket 2011 - Division B                                         | 10                                                                   |                                                                      |
| 17/08/2011                                                           | Minsk                                                                | Albania                                                              | 64 - 111                                                             | Svezia                                                               | EuroBasket 2011 - Division B                                         | 0                                                                    |                                                                      |
| 21/08/2011                                                           | Minsk                                                                | Svezia                                                               | 101 - 73                                                             | Azerbaigian                                                          | EuroBasket 2011 - Division B                                         | 19                                                                   |                                                                      |
| 21/08/2012                                                           | Boras                                                                | Svezia                                                               | 96 - 79                                                              | Azerbaigian                                                          | Qual. Euro 2013                                                      | 3                                                                    |                                                                      |
| 24/08/2012                                                           | Ulma                                                                 | Germania                                                             | 81 - 66                                                              | Svezia                                                               | Qual. Euro 2013                                                      | 3                                                                    |                                                                      |
| 27/08/2012                                                           | Norrköping                                                           | Svezia                                                               | 111 - 74                                                             | Lussemburgo                                                          | Qual. Euro 2013                                                      | 11                                                                   |                                                                      |
| 30/08/2012                                                           | Norrköping                                                           | Svezia                                                               | 85 - 71                                                              | Bulgaria                                                             | Qual. Euro 2013                                                      | 7                                                                    |                                                                      |
| 5/09/2012                                                            | Baku                                                                 | Azerbaigian                                                          | 82 - 76                                                              | Svezia                                                               | Qual. Euro 2013                                                      | 0                                                                    |                                                                      |
| 8/09/2012                                                            | Norrköping                                                           | Svezia                                                               | 86 - 91                                                              | Germania                                                             | Qual. Euro 2013                                                      | 0                                                                    |                                                                      |
| 11/09/2012                                                           | Lussemburgo (città)                                                  | Lussemburgo                                                          | 68 - 85                                                              | Svezia                                                               | Qual. Euro 2013                                                      | 6                                                                    |                                                                      |
| 4/09/2013                                                            | Capodistria                                                          | Svezia                                                               | 51 - 79                                                              | Grecia                                                               | EuroBasket 2013                                                      | 0                                                                    |                                                                      |
| 5/09/2013                                                            | Capodistria                                                          | Finlandia                                                            | 81 - 60                                                              | Svezia                                                               | EuroBasket 2013                                                      | 2                                                                    |                                                                      |
| 7/09/2013                                                            | Capodistria                                                          | Russia                                                               | 62 - 81                                                              | Svezia                                                               | EuroBasket 2013                                                      | 4                                                                    |                                                                      |
| 8/09/2013                                                            | Capodistria                                                          | Svezia                                                               | 74 - 87                                                              | Turchia                                                              | EuroBasket 2013                                                      | 0                                                                    |                                                                      |
| 9/09/2013                                                            | Capodistria                                                          | Italia                                                               | 82 - 79                                                              | Svezia                                                               | EuroBasket 2013                                                      | 0                                                                    |                                                                      |
| Totale                                                               |                                                                      | Presenze                                                             | 16                                                                   |                                                                      | Punti                                                                | 75                                                                   |                                                                      |